# Kyūyō

Le Kyūyō-kiji (球陽記事), généralement abrégé en Kyūyō (球陽) est une histoire officielle du royaume de Ryūkyū compilée entre l’an 8 de l’ère Qianlong (1743) et l’an 10 de la même ère (1745) par un groupe d’historiens dirigés par Tei Heitetsu Kohagura Uēkata Yūjitsu (鄭秉哲 古波蔵親方祐實) à la demande du roi Shō Kei. 
Il comporte une partie « centrale » (本巻) (vingt-deux volumes principaux et quatre volumes d’annexes) et une partie « externe » (外巻) (trois volumes principaux et un volume d’annexe),.

## Titre
Le nom de Kyūyō est composé de deux idéogrammes, le premier, 球, correspond au « kyū » de Ryūkyū et le deuxième, 陽, correspond au principe philosophique chinois du yang, lié à la lumière. Il s’agit d’une façon poétique de nommer Ryūkyū. 
Au Japon, le même type de nom poétique est utilisé pour évoquer Nagasaki (Kiyō (崎陽)) ou Satsuma (Satsuyō (薩陽)),. Il semble que cette habitude soit apparue au Japon à partir des années 1770 avec le but d’évoquer des noms à consonance chinoise, de nombreux noms de villes chinoises comportant le suffixe 陽. 
Le nom abrégé de Kyūyō s’est répandu essentiellement après la chute du Royaume de Ryūkyū. Le nom original du livre est le Kyūyō-kiji, abrégé alors en Kiji. Kyūyō-kiji signifie littéralement « les articles de Ryūkyū »,.
La partie « externe » du Kyūyō est parfois considérée comme un ouvrage indépendant et est connue sous le nom d’Irōsetsuden (遺老説伝),.

## Édition

### Dates
La rédaction du Kyūyō à commencé en l’an 8 de l’ère Qianlong (1743) à la demande du roi Shō Kei, sous la direction de Tei Heitetsu Kohagura Uēkata Yūjitsu (鄭秉哲 古波蔵親方祐實), un fonctionnaire originaire de Kuninda, et s’est achevée en l’an 10 de la même ère (1745). Le Kyūyō comportait alors quatorze volumes mais les fonctionnaires-historiens (史官) du Ministère des Généalogies (系図座) l’ont complété régulièrement jusqu’en l’an 5 de l’ère Guangxu (1879). Une partie du texte original est aujourd’hui perdue,:758,.
Il est possible que la partie « externe » du Kyūyō, l’Irōsetsuden, ait été écrite auparavant, au début du XVIIIe siècle à la même époque que le Ryūkyū-koku yurai-ki:101.

### Éditeurs
La préface du Kyūyō liste les personnes impliquées dans sa rédaction :
Sanshikan
- Sai On Gushichan Uēkata Bunjaku (蔡溫 具志頭親方文若?)
- Shō Kentoku Nakijin Uēkata Chōken (向儉德 (倹徳) 今歸仁親方朝見?), deviendra plus tard Fukuyama Uēkata (向儉德 譜久山親方朝見?)
- Shō Tokukō Ginowan Uēkata Chōga (向得功 宜野灣親方朝雅?)

Superviseurs généraux
- Shō Bunshi Motobu Wōji Chōryū (尚文思 本部王子朝隆?)
- Shō Yiren Ufugusuku Aji Chōki (向依仁 大城按司朝倚?), deviendra plus tard Ie Wōji (向依仁 伊江王子朝倚?)
- Shō Heiken Kunigami Uēkata Chōsei (向秉乾 國頭親方朝齊?)

Éditeurs
- Tei Heitetsu Isagawa Uēkata Yūjitsu (鄭秉哲 伊差川親方祐實?), deviendra plus tard Kohagura Uēkata (鄭秉哲 古波蔵親方祐實?)
- Sai Kōbo Kudaka Satonushi Pēchin Katsujō (蔡宏謨 久高里之子親雲上克定?)
- Ryō Kō Tōma Pēchin Shimei (梁煌 當間親雲上子明?)
- Mō Jōhō Wauke Satonushi Pēchin (毛如苞 和宇慶里之子親雲上?)

La rédaction des articles ultérieurs à la première édition de 1745 est confiée au Ministère des Généalogies, qui employait des fonctionnaires-historiens de retour de Chine.

### Choix éditoriaux
Alors que la plupart des documents officiels du Royaume de Ryūkyū utilisent les noms d’ères chinoises (avec quelques exceptions adressées au Domaine de Satsuma qui utilisent les noms d’ères japonaises), le Kyūyō est le seul document à utiliser une chronologie basée sur les règnes des rois de Ryūkyū:758. 
Il est intégralement écrit en idéogrammes chinois,,. 
Il est nécessaire de noter que des dates arbitraires ont été ajoutées à certains événements, certains articles des sources ont été fusionnés, d’autres ont été soumis à interprétation et peuvent s’avérer différents de la source dont ils sont issus:758. 

### Sources
La rédaction du Kyūyō s’appuie sur les précédentes histoires officielles publiées par le Royaume de Ryūkyū que sont le Chūzan Seifu, le Ryūkyū-koku yurai-ki et le Ryūkyū-koku kyū-ki mais aussi sur nombre d’autres « chroniques des origines » (由来記) et « anciennes chroniques » (旧記) des différents magiris et îles qui composent le royaume, le Ryūkyū-koku himon-ki (琉球国碑文記, Enregistrements des inscriptions des stèles de Ryūkyū) ou le Haneji-shioki (羽地仕置, Sentences d’Haneji):758.
Après l’édition originale par l’équipe de Tei Heitetsu Kohagura Uēkata Yūjitsu, l’écriture du Kyūyō est confiée au Ministère des Généalogies et des extraits d’articles provenant de documents administratifs gérés par ce ministère ont également été ajoutés:758. 
À partir de la seconde moitié du XVIIIe siècle, chaque magiri et île se doit d’enregistrer les catastrophes naturelles, anomalies climatiques ou conditions climatiques favorables et d'envoyer un rapport chaque année au Ministère des Dissensions (大与座, Ōkumiza). Il semble que cet ordre ait été donné spécifiquement pour faciliter la rédaction du Kyūyō:758.

## Contenu
Le Kyūyō est une histoire officielle du Royaume de Ryūkyū qui liste les événements chronologiquement pour le règne de chaque roi. Il couvre une période allant des mythes fondateurs du royaume à la fin du XIXe siècle (1879):758.
Il comporte une partie « centrale »  (本巻) (vingt-deux volumes principaux et quatre volumes d’annexes) et une partie « externe »  (外巻) (trois volumes principaux et un volume d’annexe). La partie « externe » est connue sous le nom d’Irōsetsuden,,:758.
Les volumes d’annexes réunissent les articles concernant le Domaine de Satsuma ou le Japon, et l’Irōsetsuden réunit les événements légendaires qui n’ont pas de date précise:758.
Le Kyūyō rapporte les incidents et événements du royaume en insistant sur la politique de chaque roi. Parmi les histoires officielles du Royaume de Ryūkyū, il est la plus fournie et précise. Le livre a une vocation assez universelle et enregistre tous les événements de nature politique, économique, sociale ou culturelle, sans faire de distinction entre la capitale et les magiris ou îles périphériques, les nobles ou les roturiers.  En plus de la politique du gouvernement, de l’économie, de la culture et des relations internationales, le Kyūyō rapporte également la création ou la disparition des magiris et des villages, les histoires de faits admirables, les phénomènes naturels.
Il s’agit d’un document historique de qualité exceptionnelle, non seulement pour l’histoire, mais aussi pour l’ethnographie ou l’étude des légendes locales,:758.
Le contenu de chaque volume actuellement conservé est tel que suit : 
Volumes centraux
- Volumes principaux
  - Vol. 1 – Dynastie Tenson, roi Shunten, roi Shunbajunki, roi Gihon, roi Eisō, roi Taisei, roi Eiji, roi Tamagusuku, roi Seii, roi Satto, roi Bunei
  - Vol. 2 – Roi Shō Shishō, roi Shō Hashi, roi Shō Chū, roi Shō Shitatsu, roi Shō Kinpuku, roi Shō Taikyū, roi Shō Toku
  - Vol. 3 – roi Shō En, roi Shō Sen'i, roi Shō Shin
  - Vol. 4 – roi Shō Sei, roi Shō Gen, roi Shō Ei, roi Shō Nei
  - Vol. 5 – roi Shō Hō, roi Shō Ken
  - Vol. 6 – roi Shō Shitsu
  - Vol. 7 – roi Shō Tei (1) jusqu’à l’an 14 de son règne
  - Vol. 8 – roi Shō Tei (2) de l’an 15 à l’an 29 de son règne
  - Vol. 9 – roi Shō Tei (3) de l’an 30 à l’an 41 de son règne, roi Shō Eki
  - Vol. 10 – roi Shō Kei (1) jusqu’à l’an 8 de son règne
  - Vol. 11 – roi Shō Kei (2) de l’an 9 à l’an 16 de son règne
  - Vol. 12 – roi Shō Kei (3) de l’an 17 à l’an 20 de son règne
  - Vol. 13 – roi Shō Kei (4) de l’an 21 à l’an 30 de son règne
  - Vol. 14 – roi Shō Kei (5) de l’an 31 à l’an 32 de son règne
  - Vol. 15 – roi Shō Boku (1) jusqu’à l’an 19 de son règne
  - Vol. 16 – roi Shō Boku (2) de l’an 20 à l’an 32 de son règne
  - Vol. 17 – roi Shō Boku (3) de l’an 32 à l’an 40 de son règne
  - Vol. 18 – roi Shō Boku (4) de l’an 39 à l’an 43 de son règne
  - Vol. 19 – roi Shō On (règne complet) 8 ans de règne, roi Shō Sei 1 an de règne
  - Vol. 20 – roi Shō Kō (règne complet) 31 ans de règne
  - Vol. 21 – roi Shō Iku (1) jusqu’à l’an 10 de son règne [a]
  - Vol. 22 – roi Shō Iku (2) de l’an 10 à l’an 13 de son règne
  - Vol. 23 – roi Shō Tai (1) jusqu’à l’an 10 de son règne [b]
  - Vol. 24 – roi Shō Tai (2) de l’an 11 ) l’an 29 de son règne
- Annexes des volumes centraux
  - Annexes Vol. 1 – roi Shō Nei, roi Shō Hō, roi Shō Ken, roi Shō Shitsu
  - Annexes Vol. 2 – roi Shō Tei, roi Shō Eki  [c]
  - Annexes Vol. 3 – roi Shō Kei, roi Shō Boku, roi Shō On, roi Shō Kō, roi Shō Iku
  - Annexes s.n. – roi Shō Tai   [d]

Volumes externes
- - Volume externe 1 – Irōsetsuden
  - Volume externe 2 – Irōsetsuden
  - Volume externe 3 – Irōsetsuden
  - Annexes des volumes externes – Irōsetsuden

## Exemplaires conservés
- douze volumes sont conservés à la bibliothèque du cabinet des archives nationales du Japon (国立公文書館内閣文庫?) sous la côte 178-398. Selon les notes à la fin du texte, il s’agit d’une copie du livre de la famille Shō emprunté par Ba Kensai Yonabaru Uēkata Ryōketsu (馬兼才 與那原親方良傑?), transcrit en 1885 par Ada Manjirō, un fonctionnaire du Bureau des enregistrements du Ministère des affaires étrangères japonais. L’écriture est claire et propre mais les enregistrements concernant la diplomatie entre Ryūkyū et le Japon ont été lourdement censurés. Les enregistrements de cette copie s’arrêtent à l’année 23 du règne du roi Shō Tai (1870).
- treize volumes sont conservés à la bibliothèque du cabinet des archives nationales du Japon sous la côte 178-381. Il s’agit de la même version que celle des douze volumes précédemment cités.
- vingt-deux volumes sont conservés dans les réserves de la bibliothèque de l’université de Tsukuba. L’écriture est moins nette dans cette version. Elle est plus complète et comporte les enregistrements jusqu’à l’annexion par le Japon en 1879[8].

Il existe également plusieurs copies conservées à la bibliothèque de l’université des Ryukyus (deux copies du fonds Iha Fuyū, dont l’une dite « livre de Miyazato »,  et une du fonds Miyara Dunchi) et à la bibliothèque préfectorale d’Okinawa (copie du fonds Higashionna Kanjun, dite « livre de Goeku »):225.
Le texte intégral conservé des volumes principaux du Kyūyō a été publié par les éditions Yumani en deux volumes en 2023 et 2024.
Le texte intégral des volumes externes (Irōsetsuden) a été publié par les éditions Bensei en 2024.